# Keith Allen
Keith Howell Charles Allen (Llanelli, 2 settembre 1953) è un attore britannico.

## Biografia
Nato in Galles, si è sposato due volte: prima dal 1982 al 1989 con la produttrice Alison Owen e in seguito con la produttrice Nira Park. Entrambi i matrimoni finirono con i divorzi.
È padre della cantante Lily Allen e dell'attore Alfie Allen, avuti dalla prima moglie.
Ha avuto una relazione con l'attrice Julia Sawalha e attualmente è compagno dell'attrice Tamzin Malleson da cui ha avuto una figlia, Teddie, nata nel 2006.
Fratello dell'attore e regista Kevin Allen, è attivo anche come musicista.

## Filmografia parziale

### Cinema
- The Supergrass, regia di Peter Richardson (1985)
- Loose Connections, regia di Richard Eyre (1985)
- Scandal - Il caso Profumo (Scandal), regia di Michael Caton-Jones (1989)
- Chicago Joe, regia di Bernard Rose (1990)
- Captives - Prigionieri (Captives), regia di Angela Pope (1994)
- Piccoli omicidi tra amici (Shallow Grave), regia di Danny Boyle (1994)
- Blue Juice, regia di Carl Prechezer (1995)
- Loch Ness, regia di John Henderson (1996)
- Trainspotting, regia di Danny Boyle (1996)
- Twin Town, regia di Kevin Allen (1997)
- The Others, regia di Alejandro Amenábar (2001)
- Mia moglie è un'attrice (Ma femme est une actrice), regia di Yvan Attal (2001)
- Il bacio dell'orso (Bear's Kiss), regia di Sergej Vladimirovič Bodrov (2002)
- 24 Hour Party People, regia di Michael Winterbottom (2002)
- Agente Cody Banks 2 - Destinazione Londra (Agent Cody Banks 2: Destination London), regia di Kevin Allen (2004)
- De-Lovely - Così facile da amare (De-Lovely), regia di Irwin Winkler (2004)
- A Film with Me in It, regia di Ian Fitzgibbon (2008)
- Hold Your Breath - Trattieni il respiro (Hold Your Breath), regia di Jared Cohn (2012)
- Eddie the Eagle - Il coraggio della follia (Eddie the Eagle), regia di Dexter Fletcher (2016)
- Kingsman - Il cerchio d'oro (Kingsman: The Golden Circle), regia di Matthew Vaughn (2017)

### Televisione
- Un colpo di stato tipicamente inglese (A Very British Coup) – miniserie TV, 3 episodi (1988)
- Roger Roger – serie TV, 7 episodi (1998-2003)
- Miss Marple (Agatha Christie's Marple) – serie TV, episodio 2x02 (2006)
- Mobile – miniserie TV (2007)
- Robin Hood – serie TV, 34 episodi (2006-2009)
- The Runaway – serie TV, 6 episodi (2011)
- Body Farm - Corpi da reato (The Body Farm) – serie TV, 6 episodi (2011)
- Delitti in Paradiso (Death in Paradise) – serie TV, episodio 5x05 (2016)
- L'ispettore Barnaby (Midsomer Murders) – serie TV, episodio 22x02 (2021)

## Doppiatori italiani
- Dario Oppido in Kingsman - Il Cerchio d'Oro, Marcella
- Massimo Lodolo in Un colpo di stato tipicamente inglese
- Ambrogio Colombo (doppiatore) in The Last Showing
- Alberto Bognanni in Z Nation